# Programme primaire
 (juillet 2025).
Le Programme primaire (PP) du Baccalauréat International est destiné à des élèves âgés de 3 à 12 ans. Il sert à développer la personnalité de l’enfant sur les plans académique, culturel, affectif et physique de l’enfant.
Les documents pédagogiques du PP sont publiés en anglais, en français et en espagnol, mais les établissements ont la possibilité d’enseigner le programme dans une autre langue.
C'est le premier des trois programmes offerts par l’Organisation du baccalauréat international.